# Impasse Boursault
L'impasse Boursault est une voie du 17e arrondissement de Paris, en France.

## Situation et accès
L'impasse Boursault (qui tire son nom de la rue éponyme) est située dans le 17e arrondissement de Paris. Elle débute au 7, rue Boursault.

## Origine du nom
Elle porte le nom de l'acteur, auteur, directeur de théâtre, homme d'affaires et révolutionnaire français Jean-François Boursault dit Boursault-Malherbe (1750-1842), qui était également propriétaire des terrains.